# Battle City
Battle City – gra zręcznościowa wyprodukowana i wydana na konsole Famicom 9 września 1985 r. przez japońską firmę Namco. Jest to kolejna część gry Tank Battalion z 1980 roku. Battle City jest również znane pod nazwą Tank 1990 oraz wydane pięć lat później po grze Tank Battalion przez tego samego producenta.

## Zasady gry
Gracz steruje czołgiem, którym niszczy inne czołgi za pomocą rakiet. Rozgrywka polega głównie na tym, aby zniszczyć wszystkie czołgi wroga o liczbie 20, przy czym należy chronić orzełka znajdującego się na dole planszy. Podczas eliminowania wrogów na planszy pojawiają się dodatkowe ulepszenia, które sprawiają, iż rozgrywka staje się łatwiejsza. Po zniszczeniu wszystkich czołgów gracz przechodzi do następnego poziomu.
Jeżeli gracz straci wszystkie punkty życia bądź wróg zniszczy orła na dolnym ekranie, następuje koniec gry. Gdy poziom będzie ukończony lub gra się skończy, na ekranie wyświetli się statystyka czołgów, które gracz zniszczył w poziomie oraz łączny i najwyższy wynik.

## Tryby rozgrywki
W grze istnieją 2 tryby rozgrywki: 1 gracz i 2 graczy. W trybie gry jednoosobowej na planszy pojawia się jeden czołg o kolorze żółtym sterowany przez gracza. Podczas rozgrywki z dwoma graczami na ekranie pojawiają się dwa czołgi różniące się między sobą kolorami, gdzie jeden gracz steruje czołgiem żółtym, a drugi zielonym. Jeśli jeden gracz strzeli do drugiego, wówczas czołg ostrzelanego gracza zostaje unieruchomiony na kilka sekund.

## Ulepszenia w grze
Ulepszenia w Battle City umożliwiają graczowi ułatwienie walki z innymi czołgami. Pojawiają się tylko wtedy, gdy gracz strzeli w migający na różowo czołg. Są umieszczone na planszy w dowolnym miejscu po jednej sztuce o losowo wybieranym rodzaju. Nie są trwale widoczne na planszy. Potrafią one zniknąć, jeśli gracz nie zdoła któregoś zdobyć. Jeśli go zdobędzie, to oprócz wprowadzenia ulepszenia uzyska dodatkowo 500 punktów.

## Wrogowie
Jedynym przeciwnikiem, z jakim gracz może stawić czoło, są czołgi o srebrnym kolorze (lub innym w zależności od stopnia ochrony czołgu), które (podobnie jak u gracza) potrafią się poruszać i strzelać, co daje większą przewagę nad oponentem (czołg gracza). Ich głównym celem, jaki próbują wykonać na każdym poziomie, jest przebicie się przez mur orła oraz pokonanie go. Każde z poniższych czołgów różnią się wyglądem oraz szybkością poruszania się i amunicji, natomiast w większości nie posiadają odporności na strzały. Jeśli będą atakowane przez przyjaciół (wrogów gracza), nie otrzymają żadnych obrażeń. W późniejszych etapach gry czołgi te mogą zabierać graczowi bonusy, co stwarza dla niego duże zagrożenie z ich strony.
W każdym etapie czołgów wroga jest 20, gdzie na planszy pojawia się maksymalnie 4. Jeśli gracz pokona jednego z obecnych na planszy, to po chwili powstaje następny, którego należy także wyeliminować i rozgrywka toczy się do momentu, gdy gracz zastrzeli wszystkie wrogie czołgi (20). Liczba czołgów zniszczonych przez gracza jest wyświetlana w statystyce na końcu etapu. W grze występują 4 typy czołgów, za które można otrzymać określoną liczbę punktów.

## Poziomy
Poziomy w Battle City charakteryzują się wyglądem planszy poprzez obiekty umieszczone na nim w różnych miejscach (woda, krzew, zwykły mur, biały mur) oraz podziałem czołgów wroga na ich rodzaj. Gracz przed rozgrywką ma możliwość wybrania poziomu, na którym może rozpocząć misję, ale tylko 35 może wybrać. Jeżeli ukończy 35. poziom, przejdzie do kolejnego (36), gdzie w nim plansza wyglądem będzie przypominała identyczną jak poziomie pierwszym z różnicą taką, iż formacja czołgów wroga będzie zmieniona na inną, ponieważ gracz miałby za zadanie pokonać silniejszą grupę czołgów o zwiększonej przewadze nad nim. Plansze w 35 poziomach mają różny wygląd, zaś łączna liczba poziomów w Battle City wynosi 100.
W grze jest dostępny także edytor plansz, w którym gracz może tworzyć własne plansze poprzez dodawanie różnych obiektów (rzeka, cegły itp.) oraz ustawianie grupy czołgów wroga. Na gotowej planszy istnieje też możliwość rozpoczęcia gry na niej.

## Inne tytuły
W roku 1980 wyszła gra Tank Battalion, czyli pierwowzór Battle City. Gra została również wydana pod nazwą Tank 1990, chociaż odnosi się ona do pirackich kopii gry.